# Martín Romagnoli
Martín Andrés Romagnoli (ur. 30 września 1977 w Leones) – argentyński piłkarz pochodzenia włoskiego występujący na pozycji środkowego pomocnika, obecnie zawodnik meksykańskiego Pumas UNAM.

## Kariera klubowa
Romagnoli jest wychowankiem zespołu CA All Boys z siedzibą w stołecznym mieście Buenos Aires. Do pierwszej drużyny, występującej wówczas w drugiej lidze argentyńskiej, został włączony jako osiemnastolatek. Przez pierwsze dwa sezony pełnił głównie rolę rezerwowego, by później zapewnić sobie pewne miejsce w wyjściowym składzie, lecz nie zdołał odnieść ze swoją drużyną żadnych sukcesów w Primera B Nacional, bezskutecznie walcząc o awans do najwyższej klasy rozgrywkowej. W lipcu 1998 przeszedł do hiszpańskiego drugoligowca CD Badajoz, dołączając do ośmiu swoich rodaków występujących już w tej drużynie. W tej ekipie spędził ostatecznie dwa lata, jednak był niemal wyłącznie rezerwowym zespołu, zaś Badajoz nie potrafiło się włączyć do walki o promocję do Primera División, plasując się w środku ligowej tabeli.
Latem 2000 Romagnoli powrócił do ojczyzny, podpisując umowę z Colónem de Santa Fe. W jego barwach zadebiutował w argentyńskiej Primera División, 6 września 2000 w przegranym 0:2 spotkaniu z Estudiantes La Plata i od razu został podstawowym zawodnikiem zespołu. Premierowego gola w najwyższej klasie rozgrywkowej strzelił natomiast 2 grudnia 2001 w wygranej 1:0 konfrontacji z Rosario Central. Ogółem w Colónie występował przez sześć lat, pełniąc rolę kluczowego piłkarza drużyny, a jego dobra forma zaowocowała nawet powołaniem do reprezentacji, lecz nie odniósł z tym zespołem żadnego poważniejszego osiągnięcia zarówno na arenie krajowej, jak i międzynarodowej. W lipcu 2006 przeniósł się do walczącej o utrzymanie ekipy Quilmes Atlético Club, w której spędził sześć miesięcy, po czym przeniósł się do drużyny Racing Club de Avellaneda. Tam jako kluczowy piłkarz występował bez większych sukcesów przez rok.
Na początku 2008 roku Romagnoli wyjechał do Meksyku, na zasadzie wolnego transferu zostając zawodnikiem Deportivo Toluca, do którego ściągnął go ówczesny szkoleniowiec tej ekipy, a zarazem jego były trener z kadry narodowej, José Néstor Pekerman. W tej ekipie miał zastąpić na pozycji defensywnego pomocnika swojego rodaka Ariela Rosadę. W meksykańskiej Primera División zadebiutował 9 lutego 2008 w przegranym 0:2 meczu z San Luis i z miejsca wywalczył sobie niepodważalne miejsce w wyjściowej jedenastce. W jesiennym sezonie Apertura 2008 wywalczył z Tolucą tytuł mistrza Meksyku i wówczas także został wybrany w oficjalnym plebiscycie Meksykańskiego Związku Piłki Nożnej najlepszym defensywnym pomocnikiem w lidze. Kolejne mistrzostwo kraju zdobył z ekipą prowadzoną przez José Manuela de la Torre podczas wiosennych rozgrywek Bicentenario 2010, ponownie wygrywając w organizowanym przez FMF plebiscycie w kategorii najlepszego defensywnego pomocnika.
Latem 2012 Romagnoli na zasadzie wypożyczenia zasilił zespół Pumas UNAM z siedzibą w stołecznym mieście Meksyk. Tam również szybko został jednym z ważniejszych graczy drugiej linii, a po upływie roku w następstwie udanych występów jego wypożyczenie zostało przedłużone o kolejne dwanaście miesięcy.
| Sezon     | Klub                      | Kraj      | Rozgrywki          | Mecze | Bramki |
| --------- | ------------------------- | --------- | ------------------ | ----- | ------ |
| 1995/1996 | All Boys                  | Argentyna | Primera B Nacional | 1     | 0      |
| 1996/1997 | All Boys                  | Argentyna | Primera B Nacional | 11    | 0      |
| 1997/1998 | All Boys                  | Argentyna | Primera B Nacional | 41    | 1      |
| 1998/1999 | CD Badajoz                | Hiszpania | Segunda División   | 10    | 0      |
| 1999/2000 | CD Badajoz                | Hiszpania | Segunda División   | 0     | 0      |
| 2000/2001 | CA Colón                  | Argentyna | Primera División   | 31    | 0      |
| 2001/2002 | CA Colón                  | Argentyna | Primera División   | 14    | 1      |
| 2002/2003 | CA Colón                  | Argentyna | Primera División   | 35    | 2      |
| 2003/2004 | CA Colón                  | Argentyna | Primera División   | 27    | 1      |
| 2004/2005 | CA Colón                  | Argentyna | Primera División   | 37    | 0      |
| 2005/2006 | CA Colón                  | Argentyna | Primera División   | 35    | 0      |
| 2006/2007 | Quilmes Atlético Club     | Argentyna | Primera División   | 18    | 0      |
| 2006/2007 | Racing Club de Avellaneda | Argentyna | Primera División   | 18    | 0      |
| 2007/2008 | Racing Club de Avellaneda | Argentyna | Primera División   | 16    | 1      |
| 2007/2008 | Deportivo Toluca          | Meksyk    | Liga MX            | 16    | 0      |
| 2008/2009 | Deportivo Toluca          | Meksyk    | Liga MX            | 41    | 0      |
| 2009/2010 | Deportivo Toluca          | Meksyk    | Liga MX            | 44    | 0      |
| 2010/2011 | Deportivo Toluca          | Meksyk    | Liga MX            | 34    | 0      |
| 2011/2012 | Deportivo Toluca          | Meksyk    | Liga MX            | 33    | 0      |
| 2012/2013 | Pumas UNAM                | Meksyk    | Liga MX            | 28    | 0      |
| 2013/2014 | Pumas UNAM                | Meksyk    | Liga MX            |       |        |

## Kariera reprezentacyjna
W seniorskiej reprezentacji Argentyny Romagnoli zadebiutował za kadencji selekcjonera José Néstora Pekermana, 9 marca 2005 w zremisowanym 1:1 meczu towarzyskim z Meksykiem. Był to zarazem jego ostatni występ w kadrze narodowej.